# نمسيات (فصيلة حشرات)
النمسيات (الاسم العلمي: Ichneumonidae) هي زنابير طفيلية من الحشرات غشائية الأجنحة، وتعرف بهذا الاسم نسبة للنمس عند الأقدمين Ichneumon لأنها تتلف أساريع الحشرات كما يتلف النمس المصري بيض الزواحف.
تم تصنيف ووصف أكثر من 24,000 نوع من النمسيات في جميع أنحاء العالم. التقديرات تقول أن مجموع أنواعها يتراوح بين 60,000 إلى أكثر من 100,000 ، أكثر من أي عائلة غشائية الأجنحة أخرى.
أحجامها متنوعة جدا، يتراوح طولها بين 2-20 ملم. تضع النمسيات بيوضها في يرقات الخنافس والزنابير والنحل والنمل والفراشات. وتعتبر النمسيات مجموعة مهمة جدا لمكافحة الآفات البيولوجية. وبسبب أكل اليرقات للأعشاب، تُطلق بعض النباتات مُركبات كيميائية طيارة تجذب الزنابير لتضع بيوضها في اليرقات، وتقتلها.

## معرض صور

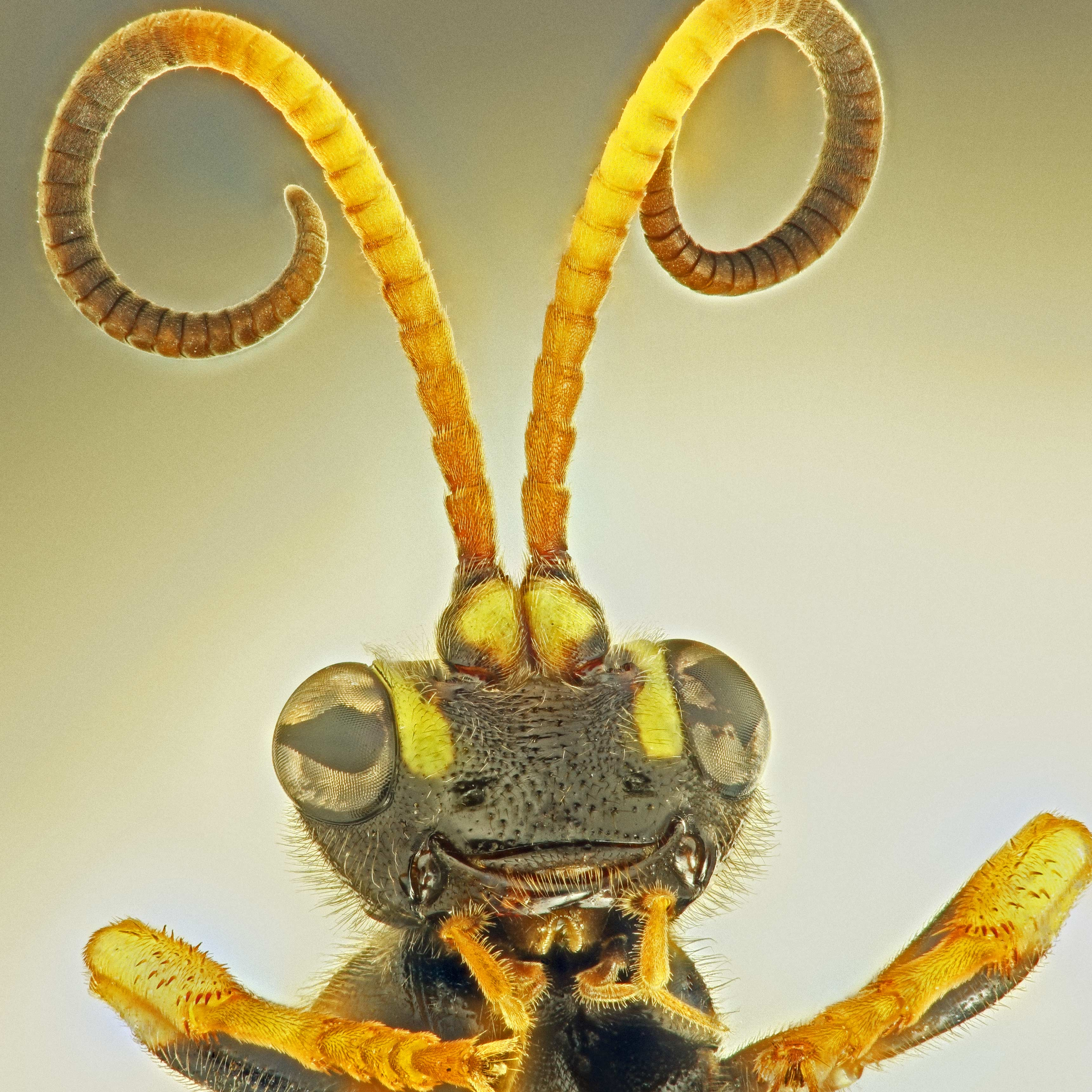
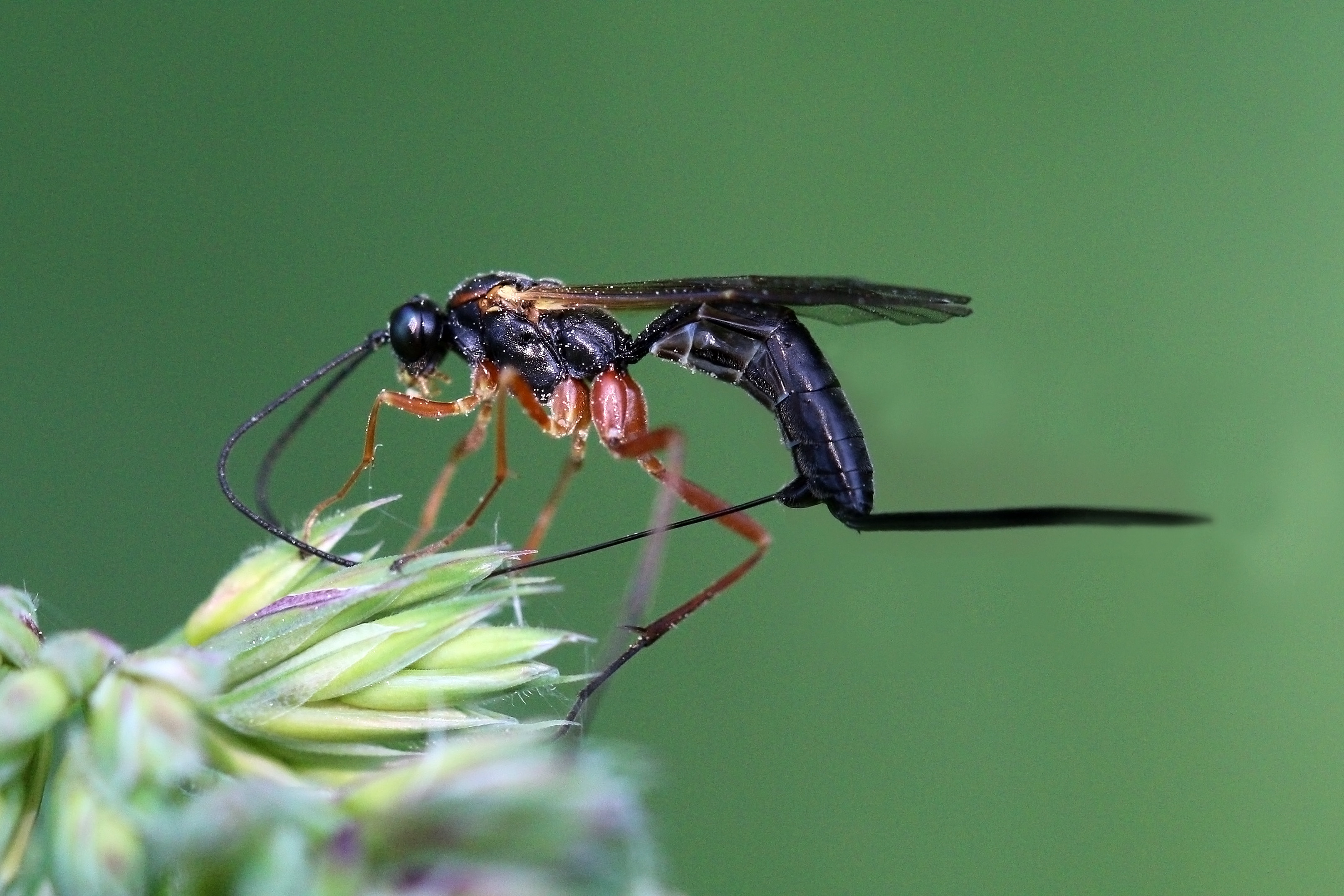
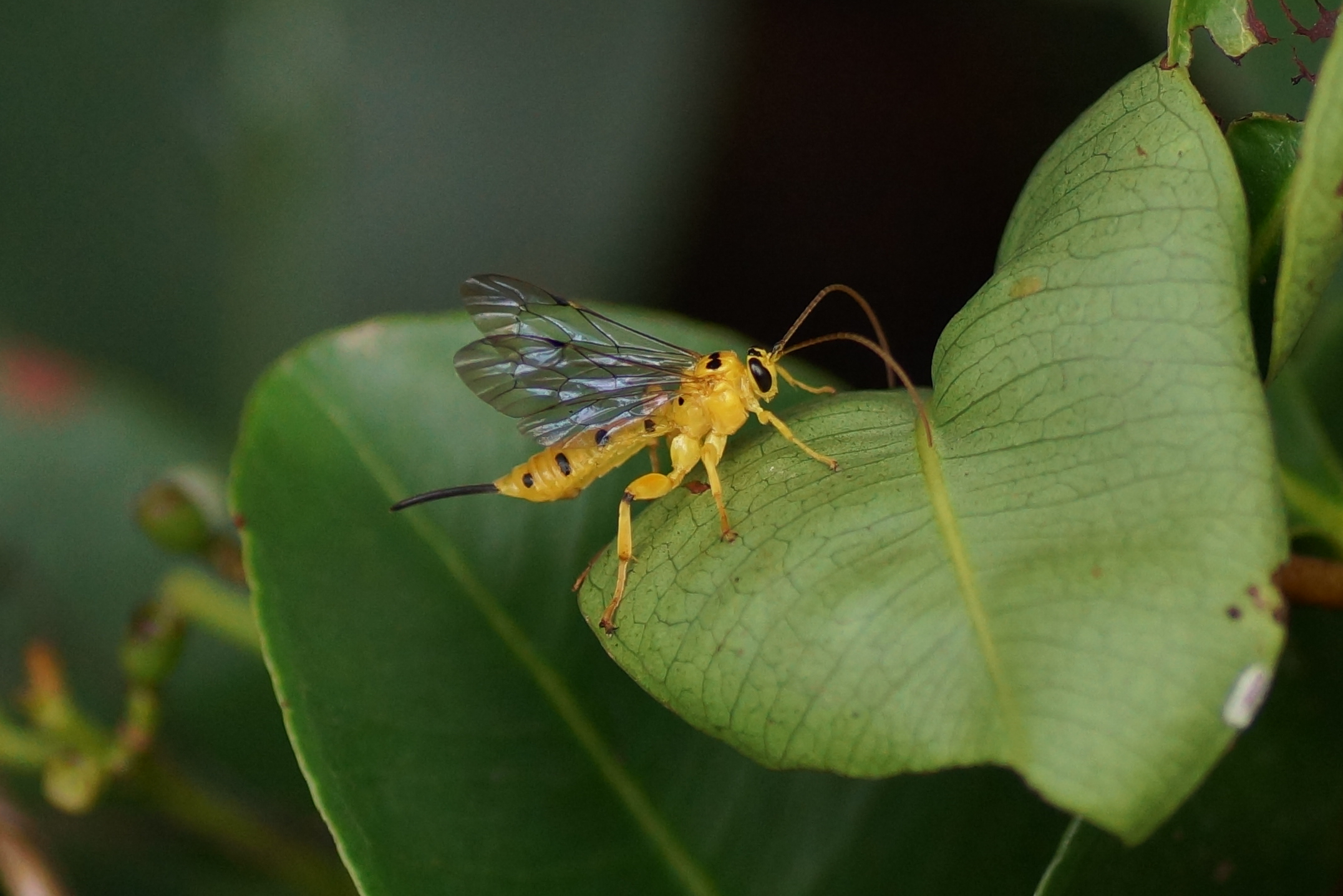